# Matrice des transpositions
La matrice des transpositions Tr(X) est une matrice carrée de taille n égale à une puissance entière de 2, dont chaque élément Tr(X)ij contient un des éléments {x} d'un vecteur X donné de taille n dont l'indice est égal à un plus la multiplication binaire OU exclusif (XOR) du numéro de ligne i moins un et du numéro de colonne j moins un de l'élément Tr(X)ij.

## Formule
Ainsi, la formule par laquelle les éléments de la matrice Tr(x) sont calculés est donc la suivante :
{\displaystyle Tr(X)_{i,j}=x_{1+(i-1)\oplus (j-1)}}
où {\displaystyle i,j\in [1,n]} et le symbole {\displaystyle \oplus }  représente l'opération  OU exclusif (XOR)
Par exemple, la matrice de transpositions {\displaystyle Tr(X)} obtenue à partir d'un vecteur
{\displaystyle X={\begin{pmatrix}x_{1},x_{2},x_{3},x_{4},x_{5},x_{6},x_{7},x_{8}\\\end{pmatrix}}}
a la forme suivante :
{\displaystyle Tr(X)={\begin{pmatrix}x_{1}&x_{2}&x_{3}&x_{4}&|&x_{5}&x_{6}&x_{7}&x_{8}\\x_{2}&x_{1}&x_{4}&x_{3}&|&x_{6}&x_{5}&x_{8}&x_{7}\\x_{3}&x_{4}&x_{1}&x_{2}&|&x_{7}&x_{8}&x_{5}&x_{6}\\x_{4}&x_{3}&x_{2}&x_{1}&|&x_{8}&x_{7}&x_{6}&x_{5}\\-&-&-&-&|&-&-&-&-\\x_{5}&x_{6}&x_{7}&x_{8}&|&x_{1}&x_{2}&x_{3}&x_{4}\\x_{6}&x_{5}&x_{8}&x_{7}&|&x_{2}&x_{1}&x_{4}&x_{3}\\x_{7}&x_{8}&x_{5}&x_{6}&|&x_{3}&x_{4}&x_{1}&x_{2}\\x_{8}&x_{7}&x_{6}&x_{5}&|&x_{4}&x_{3}&x_{2}&x_{1}\\\end{pmatrix}}}.

## Propriété des quadruples

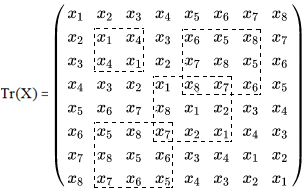
Les quadruples des éléments de la matrice où les éléments diagonaux sont les mêmes.

Une paire arbitraire de lignes (ou paire de colonnes) d'une matrice de transpositions Tr contient {\displaystyle n/2} quadruples d'éléments avec des valeurs égales des éléments diagonaux. Par exemple, si {\displaystyle Tr_{p,q}} et {\displaystyle Tr_{u,q}} sont deux éléments choisis au hasard dans la même colonne {\displaystyle q}  de la matrice {\displaystyle Tr}, alors il découle de cette propriété que {\displaystyle Tr}-la matrice contient un quadruple d'éléments {\displaystyle (Tr_{p,q},Tr_{u,q},Tr_{p,v},Tr_{u,v})}, pour lesquels sont satisfaites les équations {\displaystyle Tr_{p,q}=Tr_{u,v}} et {\displaystyle Tr_{u,q}=Tr_{p,v}}. Cette propriété « propriété des quadruples » est spécifique aux matrices {\displaystyle Tr}.

## Autres propriétés
- La matrice {\displaystyle Tr} е une matrice symétrique.
- La matrice {\displaystyle Tr} е une matrice persymétrique c'est-à-dire qu'elle est également symétrique par rapport à sa deuxième diagonale.

## Matrice des transpositions dont les lignes sont mutuellement orthogonales
La propriété des quadruples permet d'obtenir à partir d'une matrice de transpositions {\displaystyle Tr} une matrice dont les lignes sont mutuellement orthogonales {\displaystyle Trs} en changeant le signe d'un nombre impair d'éléments dans chacun des quadruples {\displaystyle (Tr_{p,q},Tr_{u,q},Tr_{p,v},Tr_{u,v})}, {\displaystyle p,q,u,v\in [1,n]}. Il existe un algorithme pour construire {\displaystyle Trs} une matrice à l'aide de Produit de Hadamard de la matrice {\displaystyle Tr} et une matrice de Hadamard à n dimensions {\displaystyle H=(h_{ij})} dont les lignes (à l'exception de la première) sont réorganisées de manière que les lignes de la matrice résultante {\displaystyle Trs} soient mutuellement orthogonales entre elles :
{\displaystyle Trs(X)=Tr(X)\circ H(R)}
{\displaystyle Trs.{Trs}^{T}=\parallel X\parallel ^{2}.I_{n}}
où:
«{\displaystyle \circ }» est le produit de Hadamard,
{\displaystyle I_{n}} est une matrice unitaire,
{\displaystyle H(R)} est une matrice de Hadamard de dimensions n avec permutation des lignes {\displaystyle R=[1,r_{2},...r_{n}]^{T},r_{2},...r_{n}\in [2,n]} modifie le signe d'un nombre impair d'éléments dans chacun des quadruples;
{\displaystyle X} est le vecteur dont les éléments sont dérivés par la matrice {\displaystyle Tr}.
L'ordre {\displaystyle R} des lignes de la matrice de Hadamard a été obtenu expérimentalement pour les matrices  {\displaystyle Trs} de taille 2, 4 et 8. L'ordre {\displaystyle R} des lignes de la matrice de Hadamard (par rapport à la matrice de Hadamard via la construction de Sylvester) ne dépend pas du vecteur {\displaystyle X}. Il a été prouvé que, si {\displaystyle X} est un vecteur unitaire ({\displaystyle \parallel X\parallel =1}), alors {\displaystyle det(Trs)=-1} .

## Exemple d'obtention de la matrice Trs
Matrice de transposition avec des lignes mutuellement orthogonales {\displaystyle Trs(X)} pour {\displaystyle n=4} est obtenue à partir du vecteur {\displaystyle X={\begin{pmatrix}x_{1},x_{2},x_{3},x_{4}\\\end{pmatrix}}} par la formule suivante :
{\displaystyle Trs(X)=H(R)\circ Tr(X)={\begin{pmatrix}1&1&1&1\\1&-1&1&-1\\1&-1&-1&1\\1&1&-1&-1\\\end{pmatrix}}\circ {\begin{pmatrix}x_{1}&x_{2}&x_{3}&x_{4}\\x_{2}&x_{1}&x_{4}&x_{3}\\x_{3}&x_{4}&x_{1}&x_{2}\\x_{4}&x_{3}&x_{2}&x_{1}\\\end{pmatrix}}={\begin{pmatrix}x_{1}&x_{2}&x_{3}&x_{4}\\x_{2}&-x_{1}&x_{4}&-x_{3}\\x_{3}&-x_{4}&-x_{1}&x_{2}\\x_{4}&x_{3}&-x_{2}&-x_{1}\\\end{pmatrix}}},
où {\displaystyle Tr(X)} — {\displaystyle Tr} est la matrice obtenue à partir du vecteur {\displaystyle X}, H(R) est une matrice de Hadamard dont les lignes sont décalées dans l'ordre donné R,
pour laquelle les lignes des matrices
Trs résultantes sont mutuellement orthogonales.
La première ligne de la matrice {\displaystyle Trs(X)}  résultante contient les éléments du vecteur {\displaystyle X} sans permutations ni changements de signe. Compte tenu du fait que les
lignes de la matrice {\displaystyle Trs} sont mutuellement orthogonales:
{\displaystyle Trs(X).X=\parallel X\parallel ^{2}.[1,0,0,0]^{T}},
la matrice {\displaystyle Trs} fait donc tourner le vecteur {\displaystyle X}, dont elle est issue, dans la direction de l'axe {\displaystyle x_{1}}.
L'ordre {\displaystyle R} des lignes de la matrice de Hadamard ne dépend pas du vecteur {\displaystyle X}. Des exemples de génération de matrices {\displaystyle Tr} et {\displaystyle Trs} pour {\displaystyle n=2,4,8} ont été publiés. La question reste ouverte de savoir s'il est possible de générer des matrices Trs de taille supérieure à 8.